# 美國的槍械文化

2016年美國各州家庭槍支擁有率

在美國，槍枝文化涵蓋了平民對槍支及其使用的行為、態度和信仰。 美國的槍支擁有率是世界上最高的，且持槍權受美國憲法第二修正案保護。 槍支在美國廣泛用於自衛、狩獵和娛樂用途（如射擊運動）。
美國的槍支政治（參見美國槍支政策）往往在槍支權利的倡導者（通常是保守派或自由主義者）和支持更嚴格的槍支管制的人（通常持美國現代自由主義信念）之間兩極分化。 美國的槍支文化在發達國家中可以說是獨一無二的，平民擁有大量槍支，監管普遍寬鬆，槍支暴力高度發展。（參看美國槍械暴力問題）

## 歷史

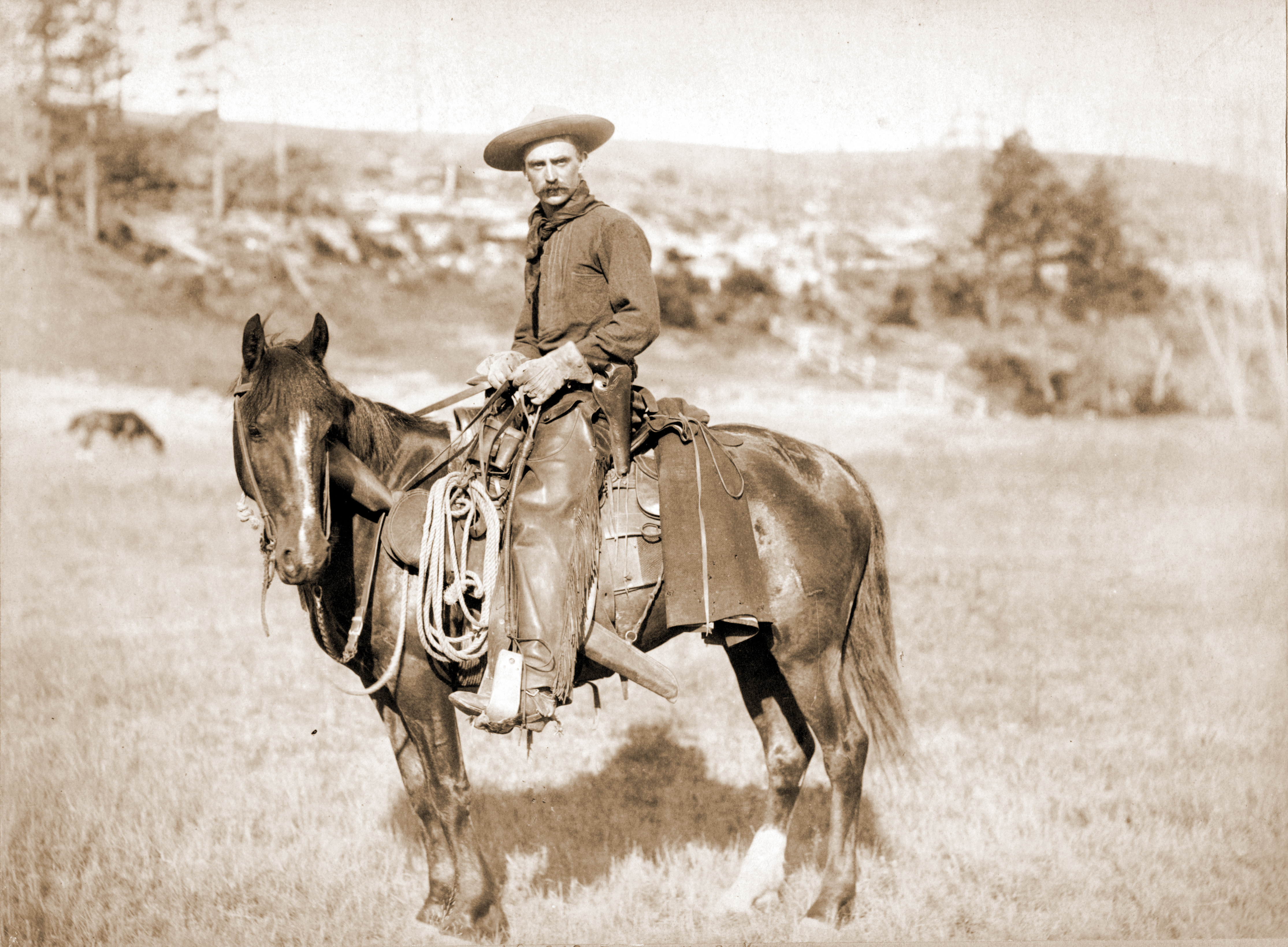
槍枝成為美國領土變遷易於識別的象徵。

美國人對擁槍權的態度可以追溯到美國獨立戰爭，同时也源於狩獵、民兵和西部生活的傳統。
詹姆斯·麥迪遜在1788年的《聯邦黨人文集》第46號中寫道：
最熟悉這個國家最後一次成功抵抗英國軍隊的人，將最傾向於否認它的可能性。除了美國人對幾乎所有其他國家的人民都擁有的武裝優勢之外，人民依附並任命民兵軍官的下級政府的存在構成了對野心家的障礙，这比任何形式的簡單政府都更有效。儘管歐洲幾個王國的軍事設施都在公共資源所能承受的範圍內進行，但政府卻不敢信任的将武器交付于人民。并且他们也不确定，仅依靠给予人民武器这一行为就能让人民摆脱其枷锁。但是，假如人民擁有由他們自己選擇的地方政府，他們就可以收集國家意志並指揮國家力量，政府任命的民兵軍官依附於民兵和人民。可以肯定，歐洲每一個暴政的王位——即使环绕着军队的保护——都會被迅速推翻。

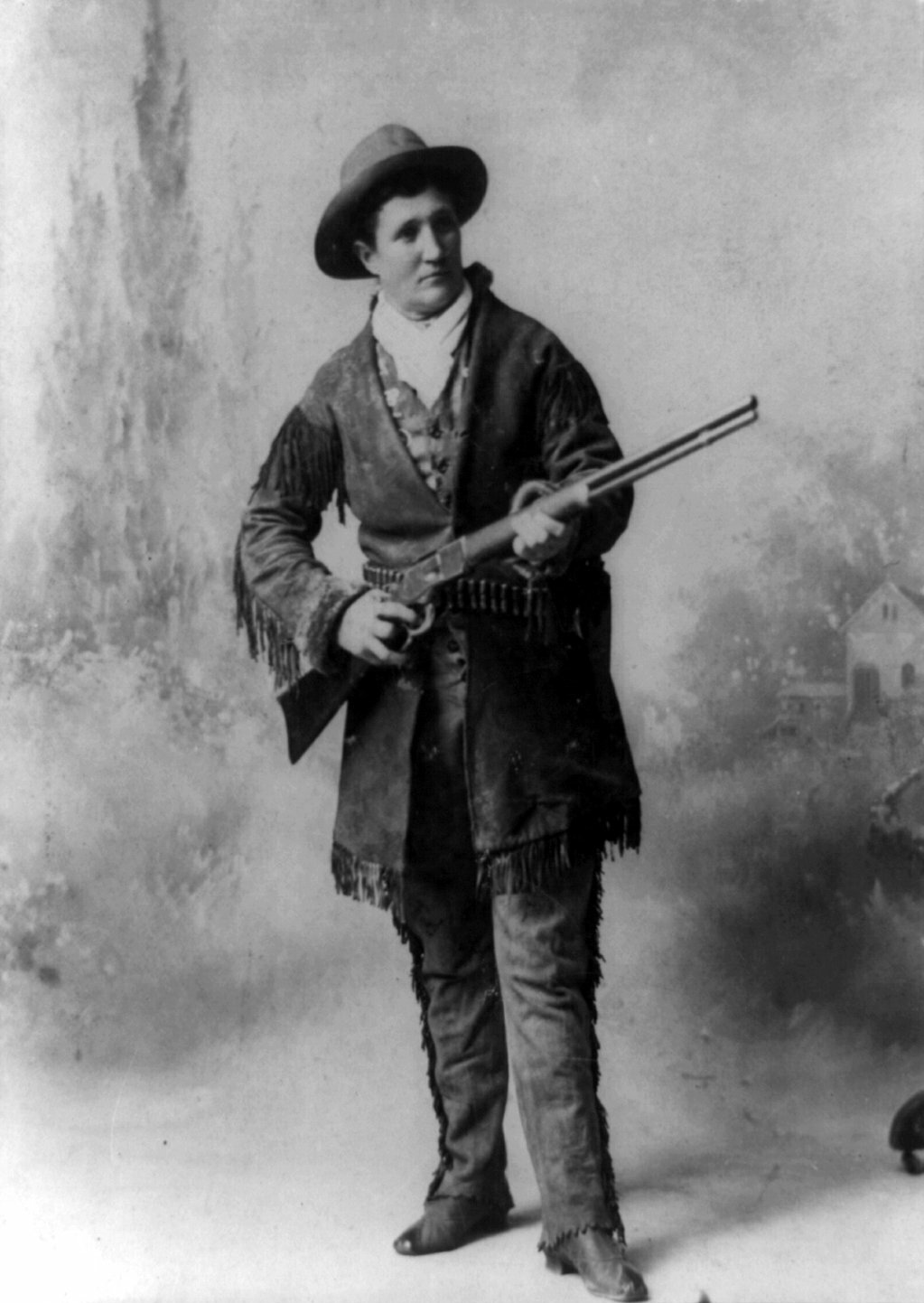
43岁时的瑪莎·簡·坎納里，著名的開拓者和童子軍，由H.R.Locke所摄

美國人對狩獵/運動的熱情源於美國建国初期，当时美国是一個農業为主、自給自足的國家，一些人以狩猎为生，借此为其他定居者提供辅助的食物来源，也是對动物捕食者的威懾。射击都是美国乡村居民的必备技能，并且被当做男性迈向成年的"禮儀"。如今，除了以狩猎维持生计外，狩猎也被用于控制野生动物的族群数量。
民兵精神源於美國早期對武器的依賴，以保護自己免受於外國軍隊和美國原住民的傷害。武器的使用保障了人民的生存。在美國革命前，政府既沒有預算，也沒有人力和意愿来维护一支全职军队，因此，武裝后的"公民士兵"承擔了军队的責任。所有男性都要求作为民兵服役，并需要自己提供武器与弹药。然而从1790年代起，強制性的义务民兵逐渐让位给了志愿民兵团体以及新组建的正规军。从19世纪开始，强制的民兵义务逐渐消失。
與傳統民兵密切相關的是美国旧西部的传统，19世纪的美国向西扩展边境，这个过程需要使用枪支自卫。在通俗文學中，最出名的是詹姆斯·菲尼莫尔·库珀笔下的边疆拓荒故事，例如《最后的摩根战士》和《猎鹿人》。

## 拥枪现状

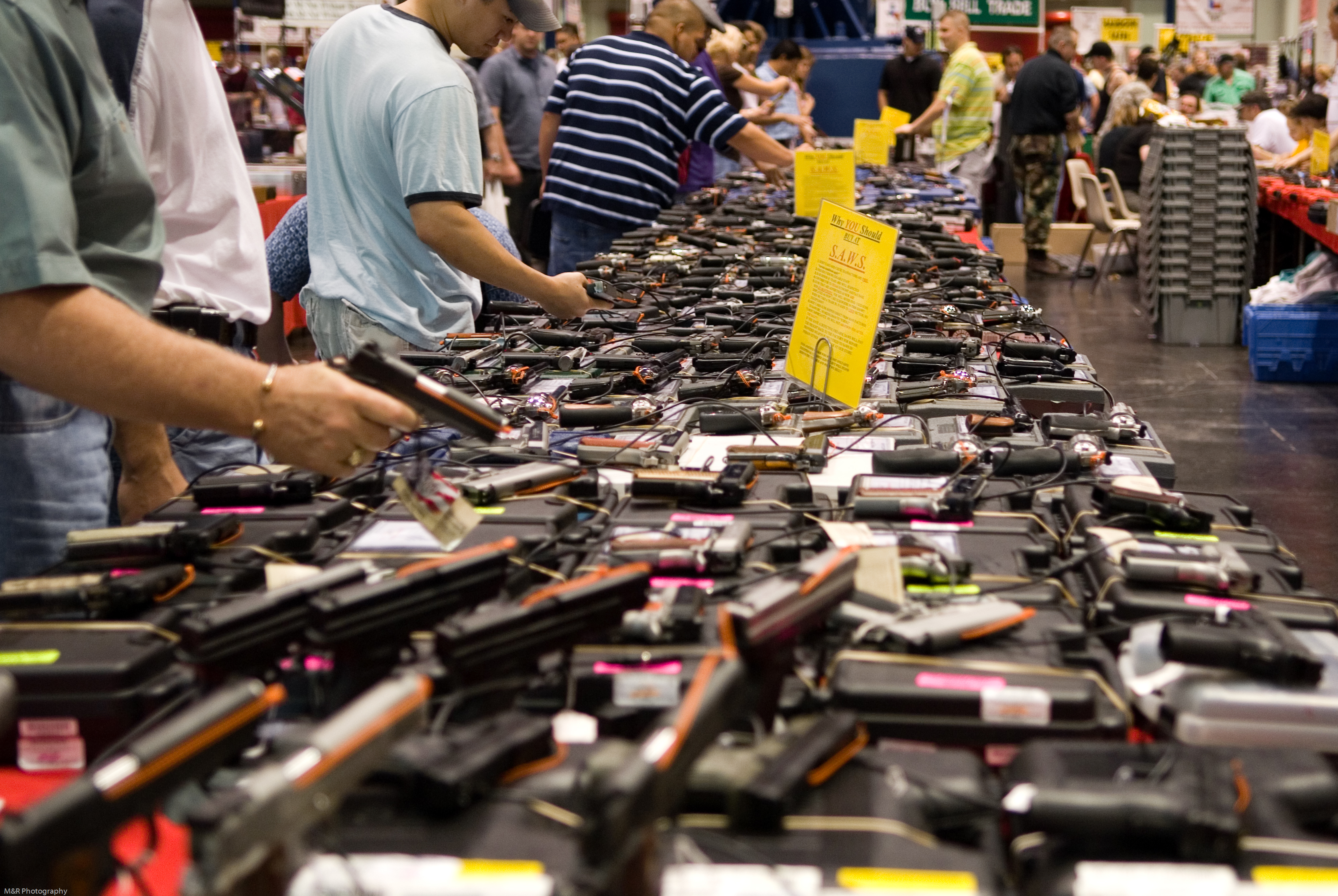
德州休士頓的枪支展览

"美國人佔世界人口的4%，却是全球8.57億民用槍支的46%。"  美國平民擁有3.93億支，"比其他25個國家的平民擁槍總數還多。"
"美國平民擁有的槍枝數量是美軍的100倍，也是執法部門的400倍 。" 美國人在2018年5月購買了超過200萬支，是美國執法機構擁枪数的两倍。2018年4月和5月，美國平民購買了470萬枝，比美国军队庫存的槍枝還多。2017年，美國人購買了2520萬支槍枝，比世界上所有執法機構擁有的槍枝總數還要多250萬支。2012年至2017年間，美國平民購買了1.35億支，比世界所有武裝部隊的總庫存多200萬枝。

## 流行文化

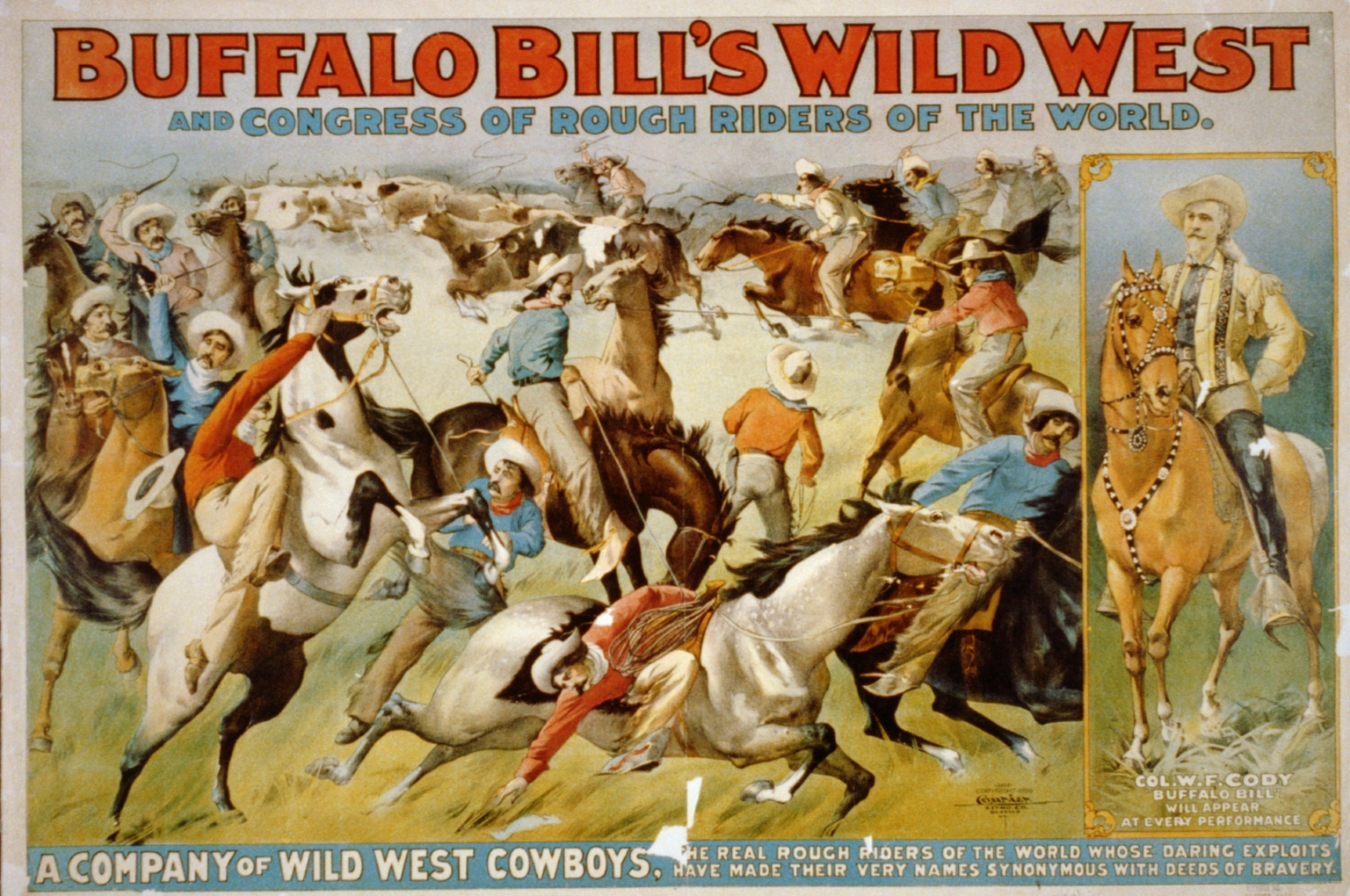
“布法羅比爾的狂野西部和世界粗野騎士大會”的傳單

在19世紀後期，牛仔和“美國舊西部”意象進入了集體想像。 第一位美國女巨星安妮·奧克利 (Annie Oakley) 是一名神槍手，她於1885年開始在全國巡迴演出，水牛比爾在狂野西部表演。個人主義英雄的牛仔原型主要由歐文·威斯特（Owen Wister）在故事和小說中確立，最著名的是《弗吉尼亞人》（1902），緊隨西奧多·羅斯福（Theodore Roosevelt）的《西部的勝利》（1889-1895） ，一部早期邊疆的歷史牛仔也隨著20世紀電影普及，特別是透過早期經典作品，如《火車大劫案》（1903年）和《加利福尼亞劫持》（1906年）——前尼克國際兒童頻道時代最成功的商業電影。
黑幫電影早在1910年就開始出現，但直到1930年代電影中才開始流行。美國禁酒令推動這一類型，例如1929年的情人節大屠殺、現實生活中的黑幫（例如艾爾·卡彭）的存在以及當代犯罪組織的興起和城市暴力的升級。這些電影標榜了“狂妄、殘忍、狡猾、強硬和違抗法律的走私者和城市黑幫”的典型功績。
隨著二戰的到來，好萊塢製作了許多鼓舞士氣的電影，愛國的口號，肯定了國家使命感。在這些戰鬥電影中，孤獨牛仔的形象被那些強調集體努力和個人犧牲為更大事業價值的故事所取代，通常以一群來自不同種族背景的人在一起，在戰場上接受考驗，以及塑造成一個專門的戰鬥單位。
在20世紀後期的美國電影中，從《我倆沒有明天》（1967 年）和《教父》（1972 年）的亡命之徒，到《緊急追捕令》（1971 年）和《機器戰警》（1987 年）等虛構的治安復仇者。在1970年代，電影描繪了虛構的角色，在《計程車司機》（1976 年）和《現代啟示錄》（1979 年）等電影中，表面上是越南戰爭製造的瘋子，而其他電影則講述了虛構的退伍軍人的故事。（Coming Home 和越戰獵鹿人，1978 年） 。與此同時，槍枝在虛構的現代城市暴力中的負面作用已經在諸如Boyz n the Hood (1991)和 Menace 2 Society (1993)等電影中進行了探討。

## 政治文化理論
幾十年來，槍枝文化的影響一直是美國公共領域主要辯論的中心。在他1970年的文章“作為槍枝文化的美國”歷史學家理查德·霍夫施塔特（英語：Richard Hofstadter）使用“槍枝文化”一詞將美國描述對槍枝有長期的情感。他還指出，美國“是唯一一個在大量人口中合法普遍擁有步槍、霰彈槍和手槍的工業國家”。1995年，政治學家羅伯特·斯皮策（英語：Robert Spitzer）表示，現代美國槍枝文化建立在三個因素之上：自建國初期以來槍枝氾濫、個人擁有武器與國家革命、邊疆歷史之間的聯繫、文化邊境和現代生活中的槍枝神話 。2008年，美國最高法院確認，第二修正案保障個人擁有槍枝的自由。

## 反对者观点
槍枝權利和槍枝管制倡導者用來指反對者的術語是槍枝政治一大話題。
槍迷一詞是指對槍械文化有深入了解的槍械愛好者。被認為是槍支管制倡導者對槍支擁有者不好的刻板印象，以此暗示他們狂熱、表現出異常行為或對他人的安全構成威脅 。擁槍者深情地接受這個詞。
hoplophobia一詞是指“對槍枝的非理性厭惡”
。

## 其它国家观点
美國對槍支的態度普遍令其他開發國家感到困惑，他們許多人不理解美國槍枝法律的異常寬容，並認為美國公眾應該在大規模槍擊事件面前推動更嚴厲的槍枝管制措施。批評者對美國恐怖主義的反應，因它造成的死亡人數很少，與恐怖主義無關槍枝犯罪導致死亡率高。。

## 外部連結
- . TIME. 2009年3月18日. （原始内容存档于2009年4月2日）.
- Pilkington, Ed. . The Guardian (London). 2011年1月10日  [2022年2月9日]. （原始内容存档于2022年7月8日）.
- DeBrabander, Firmin (2015).  Do Guns Make Us Free?: Democracy and the Armed Society.